# Behdad Salimi
Behdad Salimi Kordasijabi (per. بهداد•سلیمی کردآسیابی; ur. 8 grudnia 1989 w Gha’emszahr) – irański sztangista, mistrz olimpijski i dwukrotny mistrz świata.
Jego największym sukcesem jest złoty medal na Letnich Igrzyskach Olimpijskich 2012 w Londynie, zdobył też złote medale mistrzostw świata w Antalyi w 2010 roku i mistrzostw świata w Paryżu rok później w kategorii powyżej 105 kilogramów. W tej samej kategorii wagowej został złotym medalistą igrzysk azjatyckich w latach 2010-2018.
Udział w konkursie podnoszenia ciężarów na Letnich Igrzyskach Olimpijskich w 2016 roku w Rio de Janeiro miał dramatyczny przebieg. Największy przeciwnik Irańczyka – gruziński sztangista Lasza Talachadze – zakończył rwanie wynikiem 215 kg, na chwilę ustanawiając przy tym rekord świata dotychczas należący do Behdada Salimiego i wynoszący 214 kg. Irańczyk ok. 2 minuty później pobił ten rekord wyrywając 216 kg, jednakże gruziński zawodnik osiągnął na tych igrzyskach zdecydowanie najlepszy wynik w podrzucie (258 kg), tym samym ustanawiając nowy rekord świata w dwuboju (473 kg) i zdobywając złoty medal olimpijski w najwyższej kategorii wagowej. Na jego zwycięstwo miało wpływ to, iż wszystkie próby w podrzucie Behdada Salimiego zostały zakwestionowane przez sędziów i jury. W związku ze spaleniem wszystkich podejść Behdad Salimi był nieklasyfikowany w konkursie, co stanowiło wielką sensację. Zarówno Behdad Salimi, jak i irańska ekipa przez kilkanaście minut mocno kwestionowali decyzję oceniających, ale nie zmieniło to rezultatu.

## Osiągnięcia
| Rok  | Zawody                      | Miasto  | Miejsce | Kategoria | Wynik  |
| ---- | --------------------------- | ------- | ------- | --------- | ------ |
| 2010 | Mistrzostwa świata          | Antalya | 1       | +105 kg   | 453 kg |
| 2011 | Mistrzostwa świata          | Paryż   | 1       | +105 kg   | 464 kg |
| 2012 | Letnie Igrzyska Olimpijskie | Londyn  | 1       | +105 kg   | 455 kg |